# Vrpolje (Brod-Posavina)
Pour les articles homonymes, voir Vrpolje.
Vrpolje est un village et une municipalité située en Slavonie, dans le comitat de Brod-Posavina, en Croatie. Au recensement de 2001, la municipalité comptait 4 023 habitants, dont 98,88 % de Croates et le village seul comptait 2 110 habitants.

## Personnalité liée à la commune
- Ivan Meštrović, ce sculpteur (1883-1962) est né à Vrpolje.

## Localités
La municipalité de Vrpolje compte 3 localités :
- Čajkovci
- Stari Perkovci
- Vrpolje